# 薩利涅 (涅任區)
50°45′28″N 31°53′51″E / 50.75778°N 31.89750°E
薩利涅（烏克蘭語：Сальне），是烏克蘭北部的村莊，隸屬切爾尼希夫州的尼任區。該村始建於1717年，面積4.13平方公里，海拔高度127米，2001年人口714，人口密度每平方公里173人。